# Across the Earth
Across the Earth: Tear Down The Walls es el décimo álbum en vivo de alabanza y adoración de Hillsong United y es el nombre del proyecto actual de Hillsong United, que incluye una primera parte con un álbum en directo y un DVD grabado durante el Encounterfest '08, y una segunda parte con un EP.
El álbum en directo, titulado Tear Down the Walls, fue lanzado el 9 de mayo de 2009 en Australia y alcanzó el primer puesto de descargas en las categorías Top Albums chart e Inspirational álbum de iTunes. El 28 de mayo de 2009 consiguió ser el primer álbum religioso en alcanzar el primer puesto en el Top Albums chart de iTunes en Estados Unidos.[cita requerida]

## Lista de canciones
| Track | Canción             | Escritor (es)                   | Líder (es) de alabanza          |
| ----- | ------------------- | ------------------------------- | ------------------------------- |
| 1     | Freedom is here     | Reuben Morgan, Scott Ligertwood | Jad Gillies                     |
| 2     | No reason to hide   | Matt Crocker, Joel Houston      | Joel Houston, Jonathon Douglass |
| 3     | More than anything  | Joel Davies, Braden Lang        | David Ware, Jonathon Douglass   |
| 4     | King of all days    | Dylan Thomas                    | Dylan Thomas, Annie Garratt     |
| 5     | Desert Song         | Brooke Ligertwood               | Brooke Ligertwood               |
| 6     | Oh you bring        | Matt Crocker                    | Matt Crocker                    |
| 7     | Tear down the walls | Joel Houston, Matt Crocker      | Joel Houston                    |
| 8     | Soon                | Brooke Ligertwood               | Brooke Ligertwood               |
| 9     | You hold me now     | Reuben Morgan, Matt Crocker     | Matt Crocker                    |
| 10    | Arms open wide      | Sam Knock                       | Sam Knock                       |
| 11    | Your name high      | Joel Houston                    | Jonathon Douglass               |
| 12    | Yours forever       | Joel Davies, Braden Lang        | Joel Davies                     |